# جيمس لويس جيلز
جيمس لويس جيلز (بالإنجليزية: James L. Gillis)‏ هو أمين مكتبة أمريكي، ولد في 3 أكتوبر 1857 في مقاطعة واشنطن في الولايات المتحدة، وتوفي في 27 يوليو 1917 في ساكرامنتو في الولايات المتحدة بسبب نوبة قلبية.